# Smal skuggbagge
Smal skuggbagge (Boros schneideri) är en skalbaggsart som först beskrevs av Georg Wolfgang Franz Panzer 1795.  Smal skuggbagge ingår i släktet Boros, och familjen skuggbaggar. Enligt den finländska rödlistan är arten sårbar i Finland. Enligt den svenska rödlistan är arten starkt hotad i Sverige. Arten förekommer på Gotland samt tillfälligtvis även i Övre Norrland. Arten har tidigare förekommit på Öland, Götaland, Svealand och Nedre Norrland men är numera lokalt utdöd. Artens livsmiljö är naturmoskogar.

## Bildgalleri

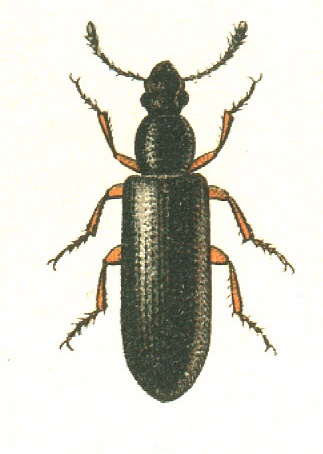